# Sarsia densa
Sarsia densa är en nässeldjursart som först beskrevs av Gustav Hartlaub 1897.  Sarsia densa ingår i släktet Sarsia och familjen Corynidae. Arten är reproducerande i Sverige. Inga underarter finns listade i Catalogue of Life.